# Riopa lineata
Riopa lineata — вид сцинкоподібних ящірок родини сцинкових (Scincidae). Ендемік Індії.

## Поширення і екологія
Riopa lineata мешкають в Західній і Центральній Індії, зокрема в Західних Гатах. Вони живуть в тропічних лісах, чагарникових заростях і садах, на висоті від 100 до 1000 м над рівнем моря. Живляться переважно комахами.